# Maxatawny
Maxatawny  è una township degli Stati Uniti d'America, nella contea di Berks nello Stato della Pennsylvania. Secondo il censimento del 2000 la popolazione è di 5.982 abitanti.

## Società

### Evoluzione demografica
La composizione etnica vede una maggioranza di quella bianca (96,05%), seguita da quella afroamericana (1,99%) dati del 2000.
| township di Maxatawny Popolazione |       |
| 2000                              | 5.982 |
| Stima al 2009                     | 8.675 |